# Aleksandr Riabushenko
Aleksandr Riabushenko, né le 12 octobre 1995 à Minsk, est un coureur cycliste biélorusse.

## Biographie
En août 2018, il termine 51e du championnat d'Europe sur route à Glasgow.
Le 14 septembre 2019, il remporte la Coppa Agostoni devançant Alexey Lutsenko dans un sprint à deux . 
Il commence sa saison 2020 lors du Tour Down Under, mais se fracture le poignet après une chute lors de la 1re étape. En aout, il est sélectionné pour représenter son pays aux championnats d'Europe de cyclisme sur route organisés à Plouay dans le Morbihanet se classe treizième de la course en ligne. Au mois de septembre il termine troisième de la Coppa Sabatini.
Il s'engage avec Astana-Qasaqstan pour les saisons 2022 et 2023.
Initialement non retenu pour participer au Tour de France 2022, Aleksandr Riabushenko est sélectionné à la suite d'un test positif au SARS-CoV-2 de son coéquipier Samuele Battistella qui est contraint de déclarer forfait.

## Vie privée
Sa sœur Anna (née en 2003) pratique le pentathlon moderne.

## Palmarès

### Palmarès amateur
- 2013
  - 3e étape du Giro di Basilicata
  - 2e du Trophée Centre Morbihan
  - 2e du Trofeo Buffoni
  - 7e du championnat d'Europe sur route juniors
- 2014
  - 3e du championnat de Biélorussie du contre-la-montre espoirs
- 2015
  - 2e du championnat de Biélorussie sur route espoirs
- 2016
  -  Champion d'Europe sur route espoirs
  - Bassano-Monte Grappa
  - Trophée Learco Guerra
  - Grand Prix de la ville de Felino
  - Trofeo Sportivi di Briga
  - Giro del Casentino
  - Coppa Collecchio
  - 2e du championnat de Biélorussie sur route espoirs
  - 2e du Trophée Matteotti amateurs
  - 2e de la Coppa San Sabino
  - 2e du Grand Prix Santa Rita
  - 2e du Mémorial Daniele Tortoli
  - 2e du Grand Prix de la ville de Bosco Chiesanuova
  - 2e du Giro del Valdarno
  - 3e de la Coppa Varignana
  - 3e du Gran Premio Capodarco
  - 3e du Trophée MP Filtri
  - 3e de la Coppa Città di San Daniele
- 2017
  - Trophée Tempestini Ledo
  - Trophée Learco Guerra
  - Giro del Belvedere
  - 1reb étape de Toscane-Terre de cyclisme
  - Bassano-Monte Grappa
  - Trofeo SC Corsanico
  - Gran Premio Ezio Del Rosso
  - Tour de Lombardie amateurs
  - 2e de la Coppa Fiera di Mercatale
  - 2e du Grand Prix Santa Rita
  - 2e du Trophée Matteotti amateurs
  - 2e du Trofeo Alcide Degasperi
  - 2e de la Coppa Città di San Daniele
  - 3e du Gran Premio della Liberazione
  - 3e du Trofeo Piva
  - 3e du Trophée Edil C
  - 3e du championnat de Biélorussie sur route
  - 3e de la Coppa Ciuffenna

### Palmarès professionnel
- 2019
  - Coppa Agostoni
  - 2e du Grand Prix de Lugano
- 2020
  - 2e du championnat de Biélorussie sur route
  - 3e du Mémorial Marco Pantani
  - 3e de la Coppa Sabatini

### Résultats sur les grands tours

#### Tour de France
1 participation
- 2022 : 97e

#### Tour d'Espagne
1 participation
- 2020 : 90e

### Classements mondiaux
| Année                                 | 2014 | 2015 | 2016 | 2017 | 2018 | 2019 | 2020 | 2021  | 2022  | 2023  |
| ------------------------------------- | ---- | ---- | ---- | ---- | ---- | ---- | ---- | ----- | ----- | ----- |
| UCI World Tour                        |      |      | nc   | nc   | 232e |      |      |       |       |       |
| Classement mondial                    |      |      | 520e | 377e | 780e | 185e | 132e | 1075e | 2141e | 2391e |
| UCI Europe Tour                       | 859e | 884e | 297e | 189e | 897e | 152e | 108e | 797e  | 1346e | nc    |
| UCI Asia Tour                         | nc   | nc   | nc   | nc   | 593e |      |      |       |       |       |
|                                       |      |      |      |      |      |      |      |       |       |       |
| Légende : nc = non classéSource : UCI |      |      |      |      |      |      |      |       |       |       |

## Distinctions
- Oscar TuttoBici des espoirs : 2017